# Юнссон, Суне
Суне Юнссон (швед.  Olov Sune Jonsson, 20 декабря 1930, Нюокер, Вестерботтен — 30 января 2009, Умео) — шведский фотограф, писатель
, кинорежиссёр
-документалист.

## Биография
Изучал английский язык, литературу и этнографию в Стокгольмском и Уппсальском университетах, в начале 1960-х вернулся в северную Швецию. В 1961—1995 работал фотографом и полевым этнографом в музее Вестерботтена в Умео. Снимал сельское население, виды природы, деревенские праздники, выпускал фотокниги, текст в которых писал сам. Первой из них была книга Деревня с голубым домом (1959). Автор двух романов, сборника рассказов.
В 2006 в Стокгольме прошла большая ретроспективная выставка Суне Юнссон встречает Уокера Эванса (см.: ). В том же году фото из дебютной книги Юнссона вошли в масштабную экспозицию Лицом к лицу с историей — европейские фотографы XX века в Лондоне.
При содействии музея Вестерботтена и Шведского телевидения снимал документальные фильмы из жизни фермеров и рыбаков северной Швеции.

## Творчество
Фотоискусство Юнссона называют социальным и, вместе с тем, моралистическим, несущим моральный посыл. В своей работе он ориентировался на американских мастеров, представленных на знаменитой выставке Семья человеческая (1955), организованной Эдвардом Стайхеном.

## Признание
Премия «Хассельблад» (1993). Шведская премия за фотокнигу (2007). Лауреат нескольких литературных премий. Почетный доктор философии университета в Умео (2001). Почётный член фотоагентства Момент (2007, см.: )